# باركر سيتي (إنديانا)
باركر سيتي (بالإنجليزية: Parker City, Indiana)‏ هي بلدة أمريكية تقع في الولايات المتحدة في Randolph County. يقدر عدد سكانها بـ 1,419 نسمة ومساحتها 1.48 كم2 وترتفع عن سطح البحر 317 متر.

## التركيبة السكانية
قام مكتب تعداد الولايات المتحدة بتحديد بيانات التركيبة السكانية لباركر سيتي في تعداد الولايات المتحدة. في ما يلي، التركيبة السكانية حسب تعدادي 2000 و2010.

### تعداد عام 2000
بلغ عدد سكان باركر سيتي 1,416 نسمة بحسب تعداد عام 2000، وبلغ عدد الأسر 549 أسرة وعدد العائلات 390 عائلة مقيمة في البلدة. في حين سجلت الكثافة السكانية 2,444.0 نسمة لكل ميل مربع (943.6/كم2). وبلغ عدد الوحدات السكنية 595 وحدة بمتوسط كثافة قدره 1,026.9 نسمة لكل ميل مربع (396.5/كم2).
وتوزع التركيب العرقي للبلدة بنسبة 99.15% من البيض و 0.14% من الأمريكيين الأصليين و 0.07% من الأمريكيين ذوي الأصول الآسيوية و 0.07% من سكان جزر المحيط الهادئ و 0.14% من الأمريكيين الأفارقة و 0.35% من عرقين مختلطين أو أكثر.
بلغ عدد الأسر 549 أسرة كانت نسبة 33.7% منها لديها أطفال تحت سن الثامنة عشر تعيش معهم، وبلغت نسبة الأزواج القاطنين مع بعضهم البعض 54.5% من أصل المجموع الكلي للأسر، ونسبة 13.5% من الأسر كان لديها معيلات من الإناث دون وجود شريك، وكانت نسبة 28.8% من غير العائلات. تألفت نسبة 24.2% من أصل جميع الأسر من أفراد ونسبة 10.4% كانوا يعيش معهم شخص وحيد يبلغ من العمر 65 عاماً فما فوق. وبلغ متوسط حجم الأسرة المعيشية 2.91، أما متوسط حجم العائلات فبلغ 2.45.
بلغ العمر الوسطي للسكان 38 عاماً. وكانت نسبة 24.9% من القاطنين تحت سن الثامنة عشر، وكانت نسبة 8.1% بين الثامنة عشر والأربعة وعشرون عاماً، ونسبة 28.4% كانت واقعةً في الفئة العمرية ما بين الخامسة والعشرون حتى والأربعة وأربعون عاماً، ونسبة 21.8% كانت ما بين الخامسة والأربعون حتى الرابعة والستون، ونسبة 16.9% كانت ضمن فئة الخامسة والستون عاماً فما فوق. يوجد لكل 100 أنثى 88.0 ذكر، ويوجد لكل 100 أنثى في الثامنة عشر من عمرها فما فوق 80.3 ذكر.
بلغ متوسط دخل الأسرة في البلدة 34,500 دولار، أما متوسط دخل العائلة فبلغ 38,984 دولار. وكان متوسط دخل الذكور 31,875 دولار مقابل 20,909 دولار للإناث. وسجل دخل الفرد الخاص بالبلدة 16,552 دولار. وكانت نسبة 9.9% من العائلات ونسبة 12.8% من السكان تحت خط الفقر، وكان من هؤلاء نسبة 26.5% تحت سن الثامنة عشر ونسبة 6.9% في الخامسة والستين من العمر وما فوق.

### تعداد عام 2010
بلغ عدد سكان باركر سيتي 1,419 نسمة بحسب تعداد عام 2010، وبلغ عدد الأسر 544 أسرة وعدد العائلات 372 عائلة مقيمة في البلدة. في حين سجلت الكثافة السكانية 2,489.5 نسمة لكل ميل مربع (961.2/كم2). وبلغ عدد الوحدات السكنية 605 وحدة بمتوسط كثافة قدره 1,061.4 لكل ميل مربع (409.8/كم2).
وتوزع التركيب العرقي للبلدة بنسبة 97.7% من البيض و 0.4% من الأمريكيين الأصليين و 0.5% من الأمريكيين الأفارقة و 1.4% من عرقين مختلطين أو أكثر.
بلغ عدد الأسر 544 أسرة كانت نسبة 35.1% منها لديها أطفال تحت سن الثامنة عشر تعيش معهم، وبلغت نسبة الأزواج القاطنين مع بعضهم البعض 48.3% من أصل المجموع الكلي للأسر، ونسبة 15.6% من الأسر كان لديها معيلات من الإناث دون وجود شريك، بينما كانت نسبة 4.4% من الأسر لديها معيلون من الذكور دون وجود شريكة وكانت نسبة 31.6% من غير العائلات. تألفت نسبة 27.6% من أصل جميع الأسر من أفراد ونسبة 12.3% كانوا يعيش معهم شخص وحيد يبلغ من العمر 65 عاماً فما فوق. وبلغ متوسط حجم الأسرة المعيشية 2.98، أما متوسط حجم العائلات فبلغ 2.46.
بلغ العمر الوسطي للسكان 40.5 عاماً. وكانت نسبة 25.3% من القاطنين تحت سن الثامنة عشر، وكانت نسبة 7.2% بين الثامنة عشر والأربعة وعشرون عاماً، ونسبة 23.1% كانت واقعةً في الفئة العمرية ما بين الخامسة والعشرون حتى والأربعة وأربعون عاماً، ونسبة 24.9% كانت ما بين الخامسة والأربعون حتى الرابعة والستون، ونسبة 19.4% كانت ضمن فئة الخامسة والستون عاماً فما فوق. وتوزع التركيب الجنسي للسكان بنسبة 46.4% ذكور و53.6% إناث.